# ذا بلاك آيد بيز اكسبيريانس
ذا بلاك آيد بيز اكسبيريانس (بالإنجليزية: The Black Eyed Peas Experience)‏ ، هي لعبة فيديو إلكترونية من نوع الإيقاع والغناء والرقص، هي لعبة من إحدى السلاسل الفرعية للعبة جاست دانس ، صدرت في السوق سنة 2011م، تعمل لنظامي التشغيل وي وإكس بوكس 360.

## وصلات خارجية
- الموقع الرسمي